# 은율 김씨
은율 김씨(殷栗金氏)는 황해남도 은율군을 본관으로 하는 한국의 성씨이다.

## 역사
시조 김상동金尙銅)은 조선명종 때 관료를 지낸 인물이다.
은율이라는 지명은 황해남도 은률군을 뜻한다.